# 戴維斯山
戴維斯山（英語：Davis Hills）是南極洲的山丘，位於瑪麗伯德地，屬於毛德王后山脈的一部分，處於克萊恩冰川南岸，根據美國地質調查局的測量和美國海軍的空中照片被繪入地圖。